# Lela Star
Lela Star (Cape Coral, 13 juni 1985) is een pornoactrice van Cubaanse afkomst, en heeft inmiddels in meer dan 70 pornofilms geacteerd.

## Biografie
Star debuteerde in de Hustler-productie Barely Legal 18th Birthday na te zijn ontdekt door talentscout Jim South.
Na een jaar werkzaam te zijn in de porno-industrie, had ze al meegewerkt aan meer dan 40 films kreeg ze in juni 2007 een contract aangeboden bij ClubJenna.
Haar eerste film bij Club Jenna was Lela Undone, waar ze te zien is in drie scènes. Star deed haar eerste anaalscène in de film Pinup Perversions die als tweede film bij Club Jenna verscheen.
Stars website was in juli 2007 opnieuw gebouwd door Blazingbucks.com, nadat eerder bij dit productiebedrijf een contract had getekend. In februari 2009 veranderde Star wederom en tekende een vierjarig contract bij Catalina Cruz' FantasyGirlRevenue.com.

## Films
- It's a Daddy Thing! 1 (2006)
- Barely Legal 18th Birthday (2006)
- Young as They Cum 20 (2006)
- When Cock Is Not Enough (2006)
- Teen Dreams 13 (2006)
- Teen Cum Dumpsters 3 (2006)
- Teenage Spermaholics 5 (2006)
- No Swallowing Allowed 9 (2006)
- My Dirty Angels 4 (2006)
- 1 Dick 2 Chicks 5 (2006)
- Costume Bondage Fantasies (2007)
- Wet Food (2007)
- Strap It on 6 (2007)
- Slutty & Sluttier 2 (2007)
- Racial Tension 2 (2007)
- No Man's Land: Interracial Edition 10 (2007)
- Meet the Twins 11 (2007)
- Lusty Latinas (2007)
- Jenna Loves Justin Again (2007)
- Chloro Bondage Trickery! (2008)
- Chloroform Bondage Silences Feisty Females (2008)
- Bright Business Girls Learn Hard Bondage Lessons (2008)
- Pin Up Perversions (2008)
- Tightly Roped Coeds (2009)
- Not Monday Night Football XXX (2009)
- Girls Will Be Girls 5 (2009)
- Girls Who Want Girls (2010)
- This Ain't Baywatch XXX (2010)
- I Kiss Girls 1 (2012)
- Monsters of Cock 61 (2016)
- Pornstar Therapy (2017)
- Creampie Diaries (2019)

## Prijzen
- 2007 Adam Film World Guide Award - Beste Latina Actrice[8]
- 2007 NightMoves Awards nominee - Beste Nieuwe Actrice[9]